# Bolmen
Bolmen – jezioro w południowej Szwecji, położone w południowo-zachodniej części prowincji historycznej (landskap) Smalandia na obszarze gmin Gislaved, Hylte, Ljungby i Värnamo.
Dziesiąte pod względem powierzchni (173 km²) jezioro w Szwecji, drugie po Wetter w Smalandii, lecz największe całkowicie położone w jej granicach. Maksymalna głębokość wynosi 36 m, średnia – 5,4 m; położone jest na wysokości 141,6 m n.p.m. Jezioro odwadnia rzeka Bolmån, uchodząca do rzeki Lagan. Największą wyspą jest Bolmsö.
Jezioro jest źródłem wody pitnej dla kilku gmin w zachodniej Skanii, doprowadzanej podziemnym kanałem Bolmentunneln.